# Adžigolski svjetionik
Adžigolski svjetionik (ukrajinski: Аджигольський маяк) je svjetionik u Ukrajini. Visok je 64 metara, nalazi se blizu sela Ribaljče (Рибальче) u Golopristanjskom rajonu u Hersonskoj oblasti u Ukrajini. Napravljen je 1911. po projektu inženjera Volodimira Gligoroviča Šuhova. Naziv svjetionika dolazi od rta Adžigol (Аджигол), koji se nalazi u estuariju Dnjepra.
U središtu građevine nalazi se visoka cijev. Cijev je okružena žičanom konstrukcijom.